# Pierre Théodore Noël du Payrat
 (novembre 2024).
Si vous disposez d'ouvrages ou d'articles de référence ou si vous connaissez des sites web de qualité traitant du thème abordé ici, merci de compléter l'article en donnant les références utiles à sa vérifiabilité et en les liant à la section « Notes et références ».
Pierre Théodore Noël du Payrat est un homme politique français né le 22 décembre 1761 à Thiviers (Dordogne) et mort le 30 mars 1832 à Paris. Substitut du procureur général au parlement de Paris et conseiller du roi sous l'Ancien Régime, il est élu député de la Dordogne au Conseil des Cinq-Cents le 26 vendémiaire an IV. Par la suite il sera élu député royaliste de la Dordogne en 1795.

## Biographie

### Sa famille
Pierre Théodore Noël du Payrat naquit en 1761 au château de Razat, chez ses grands-parents Noël de Razat. À cette famille d'ancienne bourgeoisie appartient de nos jours Christophe Noël du Payrat (1976), préfet.
Pierre Théodore perdit sa mère de bonne heure et n’avait que 13 ans quand son père mourut. Il fut élevé par son grand-père de Razat et son oncle l’abbé du Payrat, qui furent usufruitiers de sa fortune jusqu’à ce qu’il eut atteint l’âge de 25 ans, à charge à eux de subvenir à son entretien et à son éducation.

### Études et carrière
Pierre du Payrat était élève au collège des doctrinaires de Périgueux. Il vint terminer ses études à l’Université de Paris et fut à 17 ans reçu bachelier en droit français et en droit romain ; à 18 ans, reçu licencié, il prêtait « serment d’avocat au Parlement » ; enfin à 20 ans, il fut agréé comme conseiller du roi et substitut du procureur général au parlement de Paris. Il lui fallut pour cela payer la finance de cet office, c’est-à-dire la valeur pécuniaire correspondant au droit qu’avait son prédécesseur de ne résigner sa charge qu’en faveur d’une personne de son choix « resignalis in favores » ; il eut à débourser pour cela 43 000 livres. Il fallait en outre être accepté après enquête et examen par le Parlement lui-même, particulièrement difficile pour les candidats qui n’avaient pas atteint l’âge en principe réglementaire de 25 ans.
Le procureur général Joly de Fleury, dans une lettre du 6 mars 1782, adressée au Garde des Sceaux Miromesnil, résumait ainsi son appréciation : « J’ai conféré, Monseigneur, à ce sujet, avec tous mes substituts, et j’ai l’honneur de vous observer qu’il leur est revenu comme à moy les témoignages les plus avantageux sur la famille du Sieur du Payrat ainsi que sur ses valeurs et ses dispositions pour le travail ». Pierre du Payrat entrait ainsi dans le groupe de ceux qu’on appelait « les gens du Roy », qui étaient alors au nombre de 15 et recevaient des émoluments s’élevant à 202 livres 10 sous par mois, plus leur part dans les épices. Leurs fonctions étaient importantes, le Parlement ayant des attributions non seulement judiciaires, mais encore politiques. Les « gens du Roy » qui se trouvaient placés entre le monarque et leurs collègues avaient un rôle souvent délicat à jouer. Pierre du Payrat eut ainsi à requérir contre divers personnages mêlés à l’Affaire du collier.
Malgré la diplomatie dont ils avaient fait la preuve, les "gens du Roy", et Pierre Théodore Noël du Payrat parmi eux, furent compris dans l’exil d’un mois du Parlement à Troyes en 1787 pour opposition aux nouveaux impôts exigés par le roi. On a ainsi conservé la lettre que lui apporta une nuit en son domicile de la rue de la Poterie un officier des Gardes françaises : 
« Mons, Noël Dupeyrat, je vous fais cette lettre pour vous ordonner de sortir dans le jour de ma bonne Ville de Paris, et de vous rendre en celle de Troyes, dans le délai de quatre jours, pour y attendre mes ordres : Vous défendant de sortir de votre maison avant votre départ à peine de désobéissance. Sur ce je prie Dieu, qu’il vous ait, Mons, Noël Dupeyrat, en sa sainte garde. » Écrit à Versailles le 15 août 1787 Louis XVI.
Malgré leur esprit frondeur, les membres du Parlement restaient très attachés à la royauté : 3 jours après la prise de la Bastille, ils portèrent à Louis XVI le témoignage de leur dévouement. Mais en novembre 1789, l’Assemblée Nationale s’opposa à la rentrée du Parlement . La Chambre des Vacations dont faisait partie du Payrat continua à rendre la justice gratuitement.

### Fortune
La fortune de Pierre du Payrat, qui comprenait alors surtout ses grandes propriétés du Périgord pouvaient être évaluées à 7 ou 800 000 livres (il s’agit sans doute de livres tournois, dont la valeur en or égalait celle du franc Germinal, franc qui avait cours encore en 1914, en valeur or, ce franc représentait 11,7 francs de 1938). Mademoiselle Chrétien des Ruflais apportait de son côté 250 à 300 000 livres en rentes constituées, part dans une charge d’agent de change... Les propriétés furent évaluées lors de la liquidation de sa succession en 1833 à 573.000 frs avec un revenu de 22.000 frs. Les nouveaux époux entraient donc en ménage avec une fortune d’un million de livres et semblaient devoir être parfaitement à l’abri des soucis matériels de l’existence. Mais la Révolution allait bientôt les mettre momentanément dans une grande détresse.

### La Révolution française et ses répercussions
Les décrets d’août 1790 décidèrent le remplacement des magistrats inamovibles par des juges nommés à l’élection. Pierre du Payrat se retira d’une organisation contraire à ses convictions et refusa même de faire liquider la finance de son office. Peu après la naissance de leur fille Marie-Françoise (février 1791), M. et Mme du Payrat s’étaient installés à Marly le Roi. Après les émeutes du 20 juin et du 10 août 1792, la déchéance du roi et les arrestations en masse qui suivirent, ils durent chercher une retraite plus sûre et partirent pour Amiens dont la municipalité paraissait particulièrement modérée. Nombreux étaient alors les membres de la noblesse qui se réfugiaient dans cette ville. Mais en mars 1793, la Convention envoyait à Amiens deux représentants parmi lesquels un capucin défroqué nommé improprement Lebon pour faire connaître la Terreur. Lebon annonça du haut de la chaire qu’on « pendrait le dernier des rois avec les boyaux du dernier des prêtres ». Pierre du Payrat, sa femme et sa fille furent arrêtés, et c’est dans la prison de la Providence que naquit le 5 décembre 1793 son fils Armand Philibert. D’après les récits des contemporains, les conditions d’existence dans les prisons d’Amiens étaient particulièrement pénibles physiquement et moralement. Heureusement, peu après ces événements, le Ministre Dumont, dictateur d’Amiens, ayant besoin de place dans ses prisons, fit mettre en liberté un certain nombre de détenus sous des prétextes divers : âge, santé, naissance d’enfants. De ce nombre se trouvèrent Anne du Payrat et ses deux jeunes enfants, auxquels les gardiens eurent la charité d’adjoindre son mari qui se trouvait enfermé dans la prison de Bicêtre. Cette libération providentielle sauva probablement Pierre du Payrat de la mort, car nombreux furent ses camarades de captivité qui ne quittèrent la prison que pour monter à l’échafaud . Mais les mois qui suivirent durent être fort durs pour la famille du Payrat avec la perpétuelle menace d’être à nouveau arrêtée, et aussi la demi-famine qui régnait alors. Pour se protéger, Pierre du Payrat n’avait que son ordre de libération signé du concierge de la prison, sous le nom simplifié de "Noël Dupéra", et daté du 19 frimaire de l’an 2. Pierre du Payrat racontait plus tard que lui et les siens eurent parfois à regretter la maigre pitance qu’ils recevaient en prison ; les Amiénois durent alors être rationnés à 12 onces de pain, soit 148 grammes. Après le 9 thermidor, la famille put reprendre une vie un peu plus normale, mais du Payrat rencontra de nouvelles difficultés : bien qu’il n’eut jamais quitté la France, son nom avait été mis par les autorités de Dordogne sur la liste des émigrés. Ce qui signifiait la confiscation de tous ses biens et pour lui la peine de mort à son retour. Ne pouvant abandonner sa famille et n’ayant sans doute plus de ressources pour effectuer le voyage d’Amiens en Périgord, il chargea de la défense de ses intérêts Pierre Delage, procureur de la Cour royale de Thiviers, qui était entièrement dévoué à la famille du Payrat; Pierre Delage avait été longtemps secrétaire de son père et avait tenu Pierre du Payrat sur les fonts baptismaux. Pierre du Payrat retourna en Périgord dès que la chose fut possible et se lança aussitôt dans la politique.

### Politique
Candidat royaliste, il fut élu en 1795 député au Corps législatif. L’assemblée électorale fut extrêmement houleuse, et du Payrat dut à la protection d’amis fidèles de ne pas être écharpé par une bande de sans-culottes exaspérés par son élection. Pierre du Payrat revint alors s’installer à Paris, tout d’abord rue Sainte Crois de la Bretonnerie, près de l’Hôtel-de-Ville, puis 10 faubourg St Honoré qui se trouvait alors presque dans la banlieue. Cette nouvelle résidence offrait à ses jeunes enfants une existence plus salubre grâce au voisinage des Champs-Élysées. En outre, il n’avait que la place et le pont de la Révolution (actuellement de la Concorde) pour aller siéger au Conseil des Cinq Cents à l’ex-palais Bourbon. Pierre du Payrat prit une part active aux travaux du Conseil des Cinq Cents ; il fit partie de nombreuses commissions nommées pour l’étude de diverses questions ; le Moniteur Universel relate plusieurs de ses interventions en vue de réparer les injustices causées par la Révolution. La législation en vigueur à l’époque sur les baux à cheptel causaient des torts considérables aux propriétaires, qui recevaient des assignats sans valeur au lieu de leur part réelle dans le troupeau ; du Payrat proposa la modification de ces lois dans un discours remarqué qui fit imprimer sur l’ordre du Conseil des Cinq Cents. Le projet qu’il proposa alors fut repris par la suite dans ses grandes lignes, lors de la rédaction du Code Civil. En raison de ses convictions royalistes, l’activité politique de du Payrat cessa avec l’avènement de l’Empire ; son nom figure cependant à plusieurs reprises sur la liste des candidats proposés par les Collèges électoraux pour le Corps législatif ou le Sénat.

### Vie privée
En avril 1790, Pierre Théodore Noël du Payrat épousait Anne Chrestien des Ruflais en l’église Saint Germain l’Auxerrois. Le contrat fut signé par devant le notaire et le roi Louis XVI s’y fit représenter par le prince de Conti. En 1802, il avait eu le malheur de perdre sa femme qui lui laissait quatre enfants, dont l’aînée avait 11 ans et le plus jeune 18 mois. Il habitait alors rue des Saints Pères et villégiaturait fréquemment dans la maison de campagne qu’il avait achetée en 1800 à Montsoult (Seine-et-Oise) à proximité du domaine de Grand Gournay dont il était propriétaire par suite d’arrangements de famille, et aussi du château des Mafliers qui appartenait à son beau-père M. Chrestien des Ruflais. 
Sa fille ainée Marie-Françoise Noël du Payrat épousa en 1815 Charles Gamon de Monval, d’une noble famille du Dauphiné[réf. nécessaire], colonel d’état-major, chevalier de Saint-Louis, officier de la Légion d’honneur, fait baron par Louis XVIII. Marie-Françoise de Monval apportait en dot la terre de la Forest à Ygrande (Allier). 
Armand-Philibert Noël du Payrat, conseiller à la Cour impériale et conseiller général de l’Yonne (1793-1859) épousa en 1823 Nathalie Houdaille (1803-1875). 
Martial-Théodore Noël du Payrat, sous-lieutenant au 12ème chasseur à cheval fit les campagnes d'Espagne, d'Algérie, et combattit à Waterloo, il fut chef d’escadron à Rochefort et fait chevalier de la Légion d’honneur (1796-1861).
Amédée-Marc Noël du Payrat, attaché au ministère des Finances, perdit sa place en 1830 après avoir refusé de prêter serment à la monarchie de Juillet, car d'opinion légitimiste (1802-1857).
Une autre épreuve allait frapper Pierre du Payrat : sa santé fut fortement ébranlée par une attaque de paralysie. « Tu as dû bien souffrir, lui écrit sa fille (juin 1831) et je te plains d’avoir avalé tant de mauvaises drogues… Je vois arriver tes lettres avec une tendre reconnaissance, car je ne sais que trop combien il t’en coûte pour les dicter…J’y reconnais toujours l’excellent esprit et le goût exquis de mon cher papa, sans parler de sa mémoire dont j’admire toujours l’infaillibilité ». Ses voyages en Périgord durent s’espacer et la gestion de Razat s’en ressentit si l’on en croit les récits faits en 1832 par Fanny de Monval. Celle-ci paraissait très attachée à cette terre du Périgord : « j’ai été toujours bien fêtée par les habitants de Thiviers. J’en conserve un tendre souvenir…Il y a vingt-cinq ans, lorsque mon père n’était pas infirme et qu’il avait encore le père de Mme Labrugère comme régisseur, il retirait tous les deux ans 22 000 francs du Périgord. Si les revenus ont diminué depuis, je ne l’attribue qu’à la maladie de mon père et au défaut de surveillance qui s'est ensuivi… Si mon père était resté chez lui depuis la Révolution, au moins six mois de l’année, il laisserait une plus belle fortune, car l’œil du maître doublerait les revenus du Périgord, et puis on vit sur ses provisions au lieu d’acheter tout à Paris…Labrugère gère les bois depuis 1808, et lorsque nous y retournâmes en 1813 et qu’il fallut vérifier les comptes, ce que j’ai fait avec mon père qui commençait à être infirme, je trouvai de petites erreurs qui, réunies, n’allaient pas à moins de 25 ou 28 000 francs. Des fermages entiers de Razat étaient oubliés, par exemple ; il est vrai qu’il chercha et retrouva des dépenses oubliées, ce qui réduisit l’erreur à une vingtaine de mille francs, lesquels mon père lui passa définitivement pour 12 000 francs dont il fit des billets ». Ainsi, il y eut de tout temps des régisseurs infidèles; Pierre Théodore du Payrat, sans doute très atteint par les épreuves de la Révolution, infirme à 52 ans, ne pouvait surveiller comme il convenait ses propriétés rurales, dont ses fils paraissaient d’ailleurs se désintéresser. L’état de santé de Pierre du Payrat ne lui permit pas d’accepter sa réintégration dans la magistrature.

### Proposition de Louis XVIII
Le roi Louis XVIII, voulant néanmoins le récompenser de la fermeté avec laquelle il était resté fidèle au parti royaliste pendant toute la durée de la Révolution et de l’Empire, lui fit savoir qu’il se disposait à l’honorer du titre de baron. Malheureusement, les formalités nécessaires pour ériger la terre de Razat en majorat affecté à ce titre, furent très longues et n’aboutirent pas avant la Révolution de 1830. Pierre du Payrat, foncièrement attaché au parti légitimiste, refusa l’offre que lui fit le gouvernement de Louis-Philippe de lui donner l’investiture du titre proposé par Louis XVIII, et il écrivait le 7 décembre 1830 : « plus je réfléchis sur ce qu’on m’offre, plus je répugne à l’accepter. Je trouve qu’il est peu honorable de recevoir une faveur d’une telle main. N’est-ce pas folie que de prétendre établir une aristocratie en dépit de tout ce qui se fait aujourd’huy, en dépit des principes que professe lui-même le chef de l’État, et que professent ceux qui conduisent la populace qui domine tout ? ». Cette fidélité à la branche aînée eut pour la famille de Pierre du Payrat d’autres conséquences : elle paralysa la carrière de son fils Armand dans la magistrature et celle de son fils Amédée au Ministère des Finances. En refusant d’accepter du gouvernement de Juillet le titre nobiliaire qui lui était promis, Pierre du Payrat rendit au Chef légitime de la Maison de France le suprême hommage d’un de ses plus fidèles et des derniers survivants des « gens du Roy ».

### Décès
Il mourut à Paris à son domicile, 75 rue des Saints Pères, le 30 mars 1832. Ses derniers moments sont racontés par sa fille en ces termes : « depuis vendredi à 6 heures du soir, je n’ai plus de père ! Un coup de sang a mis un terme à ses souffrances et le comble à notre désespoir… Jusqu’au dernier moment son caractère attentif et affectueux ne s’est pas démenti un instant ; nous avons fait appeler le curé de son consentement, il l’a bien écouté, puis a reçu l’Extrême-Onction. Après quoi, sans autre souffrance, il s’est éteint dans les bras d’Armand qui nous avait obligées Nathalie (son épouse) et moi de sortir ».

## Sources
- « Pierre Théodore Noël du Payrat », dans Adolphe Robert et Gaston Cougny, Dictionnaire des parlementaires français, Edgar Bourloton, 1889-1891 [détail de l’édition]